# Grallaria eludens
A Grallaria eludens a madarak osztályának verébalakúak (Passeriformes) rendjébe és a hangyászpittafélék (Grallariidae) családjába tartozó faj.

## Rendszerezése
A fajt George Hines Lowery Jr. és John Patton O'Neill írták le 1969-ben.

## Előfordulása
Dél-Amerikában, Peru keleti és Brazília nyugati területén honos. Természetes élőhelyei a szubtrópusi és trópusi síkvidéki erdők. Állandó, nem vonuló faj.

## Megjelenése
Testhossza 19 centiméter, testtömege 111-115 gramm.

## Természetvédelmi helyzete
Az elterjedési területe elég nagy, egyedszáma viszont még felméretlen. A Természetvédelmi Világszövetség Vörös listáján nem fenyegetett fajként szerepel.